# Maxime Desjardins
Julien Maxime Desjardins, né à Auxerre (Yonne) le 17 septembre 1863 et mort à Vence le 1er octobre 1936, est un acteur français sociétaire de la Comédie-Française.

## Biographie
Maxime Desjardins fait ses études au Lycée Turgot. Élève de Delaunay, lauréat du premier prix de comédie du conservatoire de Paris en 1887, il fait ses débuts à l'Odéon dans le rôle de Néron dans Britannicus. Il crée le rôle dans La Conspiration du général Malet au Théâtre du Château-d'Eau, poursuit au théâtre de l'Ambigu et au Théâtre de la Porte Saint Martin où Coquelin l’intègre à sa troupe. Après de grands drames de cape et d'épée ou des mélos larmoyants comme la Belle Limonadière ou la Dame de Carreau, sa création du Comte de Guiche de Cyrano de Bergerac le consacre définitivement.
Desjardins entre au Théâtre Sarah-Bernhardt, revient à la Porte Saint Martin, puis revient à l'Odéon, il s'y familiarise avec les classiques qu'il avait souvent joués déjà, notamment en tournée, et ses dons se trouvent à leur place dans la tragédie où son admirable visage le prédispose à jouer les Horace et les Titus.
Ce n'est qu'en 1919, déjà un peu âgé, qu'il est engagé à la Comédie-française pour remplacer Paul Mounet. Il y débute brillamment dans le rôle du Roi de Man de Mangeront-ils ? de Victor Hugo, le 26 février 1919. Il devint sociétaire fin décembre 1920 et sociétaire à part entière en 1930. Tenant les emplois de père noble et de grand rôle tragique, utilisé aussi fréquemment dans le répertoire moderne, Desjardins est Salluste de Ruy Blas, Auguste de Cinna, Félix, Mithridate, Thesée, Titus, Don Diègue, le vieil Horace, Burrhus, Ruy Cernez, Magnus des Burgraves, Philippe Strozzi de Lorenzaccio. Il est le partenaire d'Eugène Silvain, Albert Lambert, Mme Weber et Madeleine Roch. Il joue aussi Mgr Bolène, Alonso du Chevalier de Colomb et Marco Colonna de Monna Vanna, et dans une reprise, le Vieux du Tombeau de Raynal.
Se sentant fatigué, Desjardins prend volontairement sa retraite au 1er janvier 1931. Il se retire en Provence. Mais il parait encore parfois dans des représentations exceptionnelle comme à Rome, en 1935, devant Mussolini, au Forum, dans Horace.
Desjardins parait aussi dans divers films, notamment dans Atlantis. Il est le mari de Jeanne Kerwich qui a joué avec lui dans Cyrano de Bergerac 
Il meurt à Vence à la suite d'une grave affection pulmonaire, à l'âge de soixante-treize ans.

## Théâtre

### Hors Comédie-Française
- 1890 : L'Ogre de Jules de Marthold, Théâtre de l'Ambigu-Comique
- 1892 : Le Justicier de Stanislas Rzewuski, Théâtre de l'Ambigu-Comique
- 1892 : Les Cadets de la Reine de Jules Dornay, Théâtre de l'Ambigu-Comique
- 1893 : Mère et martyre de Léon d'Aigremont et Jules Dornay, Théâtre de l'Ambigu-Comique
- 1895 : Le Collier de la reine de Pierre Decourcelle, Théâtre de la Porte-Saint-Martin
- 1896 : Les Bienfaiteurs, comédie en 4 actes d'Eugène Brieux, mise en scène de Louis Péricaud (22 octobre) Théâtre de la Porte-Saint-Martin
- 1897 : Cyrano de Bergerac d'Edmond Rostand, Théâtre de la Porte-Saint-Martin
- 1899 : Les Misérables de Paul Meurice et Charles Hugo d'après Victor Hugo (27 décembre), Théâtre de la Porte-Saint-Martin
- 1900 : Cyrano de Bergerac d'Edmond Rostand, Théâtre de la Porte-Saint-Martin
- 1902 : Théodora de Victorien Sardou, Théâtre Sarah-Bernhardt
- 1902 : La Samaritaine d'Edmond Rostand, Théâtre Sarah-Bernhardt
- 1902 : Théroigne de Méricourt de Paul Hervieu, Théâtre Sarah-Bernhardt
- 1903 : Andromaque de Racine, Théâtre Sarah-Bernhardt
- 1904 : Le Festin de la mort d'Antoine de Castellane, Théâtre Sarah-Bernhardt
- 1904 : Varennes d'Henri Lavedan et G. Lenotre, Théâtre Sarah-Bernhardt
- 1905 : Angelo, tyran de Padoue de Victor Hugo, Théâtre Sarah-Bernhardt
- 1905 : Les Oberlé d'Edmond Haraucourt d'après René Bazin, Théâtre de la Gaîté-Lyrique
- 1906 : L'Attentat d'Alfred Capus et Lucien Descaves, Théâtre de la Gaîté-Lyrique
- 1906 : Jules César de William Shakespeare, mise en scène André Antoine, Théâtre de l'Odéon
- 1907 : La Maison des juges de Gaston Leroux, Théâtre de l'Odéon
- 1907 : La Française d'Eugène Brieux, Théâtre de l'Odéon
- 1907 : L'Otage de Gabriel Trarieux, Théâtre de l'Odéon
- 1907 : L'Affaire des poisons de Victorien Sardou, Théâtre de la Porte-Saint-Martin
- 1908 : L'Alibi de Gabriel Trarieux, Théâtre de l'Odéon
- 1908 : Parmi les pierres d'Hermann Sudermann, Théâtre de l'Odéon
- 1909 : Beethoven de René Fauchois, mise en scène André Antoine, Théâtre de l'Odéon
- 1909 : Les Grands de Pierre Veber et Serge Basset, Théâtre de l'Odéon
- 1909 : Comme les feuilles de Giuseppe Giacosa, Théâtre de l'Odéon
- 1910 : Mademoiselle Molière de Louis Leloir et Gabriel Nigond, Théâtre de l'Odéon
- 1910 : Les Affranchis de Marie Lenéru, Théâtre de l'Odéon
- 1911 : Rivoli de René Fauchois, Théâtre de l'Odéon
- 1912 : Troïlus et Cressida de William Shakespeare, mise en scène André Antoine, Théâtre de l'Odéon
- 1912 : L'Honneur japonais de Paul Anthelme, Théâtre de l'Odéon
- 1912 : Andromaque de Racine, mise en scène André Antoine, Théâtre de l'Odéon
- 1913 : La Maison divisée d'André Fernet, Théâtre de l'Odéon
- 1914 : Psyché de Molière et Corneille, mise en scène André Antoine, Théâtre de l'Odéon
- 1917 : L'Affaire des poisons de Victorien Sardou, Théâtre de l'Odéon

### Comédie-Française
- Entrée à la Comédie-Française en 1919
- Sociétaire de 1921 à 1930
- 362e sociétaire

- 1919 : Andromaque de Jean Racine : Pyrrhus
- 1919 : L'Hérodienne d'Albert du Bois : Stella
- 1920 : Bajazet de Jean Racine : Acomat
- 1920 : Le Soupçon de Paul Bourget : Naulin
- 1920 : Mithridate de Jean Racine : Mithridate
- 1920 : Le Misanthrope de Molière : Alceste
- 1921 : Phèdre de Jean Racine : Thésée
- 1921 : Le Passé de Georges de Porto-Riche : Maurice Arnault
- 1921 : Cléopâtre d'André-Ferdinand Hérold d'après Plutarque et William Shakespeare : Domitius
- 1921 : Les Fâcheux de Molière : Damis
- 1922 : Dom Juan ou le Festin de pierre de Molière : la statue du Commandeur
- 1922 : Le Mariage forcé de Molière : Alcantor
- 1922 : Marion de Lorme de Victor Hugo : Duc de Bellegarde
- 1922 : Le Chevalier de Colomb de François Porché : Alonso
- 1922 : Britannicus de Jean Racine : Burrhus
- 1922 : Bérénice de Jean Racine, mise en scène René Alexandre : Titus (19 fois de 1922 à 1927)
- 1923 : Rome vaincue d'Alexandre Parodi : Fabius
- 1923 : Un homme en marche de Henry Marx : Régel
- 1923 : Florise de Théodore de Banville : Alexandre Hardy
- 1923 : Oreste de René Berton d'après Iphigénie en Tauride d'Euripide : Thoas
- 1923 : Monna Vanna de Maurice Maeterlinck : Marco Colonna
- 1924 : Croquemitaine d'Alfred Machard : Pascal
- 1924 : La Dépositaire d'Edmond Sée : Malandri
- 1925 : Dom Juan ou le Festin de pierre de Molière : le mendiant
- 1926 : Le Mariage de Victorine de George Sand : Vanderk père
- 1927 : Ruy Blas de Victor Hugo : Don Salluste
- 1928 : Le Philosophe sans le savoir de Michel-Jean Sedaine : Vanderk père
- 1930 : Le Carrosse du Saint-Sacrement de Prosper Mérimée, mise en scène Émile Fabre : Don Andres de Ribera

## Filmographie
- 1912 : Parmi les pierres, court-métrage d'Adrien Caillard : Jacob Biegler
- 1913 : Ténèbres de Paul Garbagni
- 1913 : La Carabine de la mort, court-métrage d'Henri Desfontaines et Paul Garbagni
- 1913 : L'Aiglon d'Emile Chautard
- 1914 : Ténèbres d'Albert Capellani
- 1916 : Le Médecin des enfants, court-métrage de Georges Denola : Delormel
- 1916 : La Forêt qui écoute, court-métrage d'Henri Desfontaines
- 1916 : L'amour qui rachète, court-métrage
- 1916 : Cœur de Française, court-métrage de Gaston Leprieur
- 1918 : Les Grands de Georges Denola
- 1919 : J'accuse d'Abel Gance : Maria Lazare
- 1919 : Tenebras de Félix Léonnec et Louis Paglieri
- 1921 : Les Trois Mousquetaires, court-métrage d'Henri Diamant-Berger : Tréville
- 1921 : Le Méchant Homme de Charles Maudru : César Lecontre
- 1922 : L'Agonie des aigles de Dominique Bernard-Deschamps et Julien Duvivier : Commandant Doguerau
- 1922 : Mimi-Trottin d'Henri Andréani : Comte de Marnay
- 1922 : Les Roquevillard de Julien Duvivier : François Roquevillard
- 1922 : Les Mystères de Paris de Charles Burguet : Le Grand Duc
- 1922 : Vingt Ans après d'Henri Diamant-Berger : Charles I
- 1923 : La Mendiante de Saint-Sulpice de Charles Burguet : Abbé d'Areynes
- 1924 : La Double Existence de Lord Samsey de Maurice Kéroul et Georges Monca : Pierre Millot
- 1924 : Nantas d'Émile-Bernard Donatien : Baron d'Anvilliers
- 1925 : Le Bossu de Jean Kemm : Le régent
- 1925 : Humanité d'Alfred Machin et Henry Wulschleger
- 1925 : Le Cœur des gueux : réalisé par Alfred Machin dans le rôle de Jean Sérès
- 1926 : Simone d'Émile-Bernard Donatien : M. de Lorcy
- 1927 : Florine, la fleur du Valois d'Émile-Bernard Donatien : Étienne Marcel
- 1926 : Martyre de Charles Burguet : Amiral de la Marche
- 1927 : La Grande Épreuve d'André Dugès et Alexandre Ryder : Charles Duchêne
- 1930 : Le Mystère de la chambre jaune de Marcel L'Herbier : Pr Stangerson
- 1930 : Atlantis d'Ewald André Dupont et Jean Kemm: Janvry
- 1932 : Le Coffret de laque de Jean Kemm : Claude Amory

## Distinctions
- Chevalier de la Légion d'honneur (1935)[3]